# 女誡
《女誡》是東漢班昭寫作的一篇教导班家女性做人道理的私书，包括卑弱、夫妇、敬慎、妇行、专心、曲从和叔妹七章。由于班昭行止莊正，文采飛揚，此文后來被争相传抄而风行當時。
為女四書（《女誡》、後明代仁孝文皇后所作的《內訓》、唐代宋若昭所作的《女論語》及《女范捷錄》）之首，是民國初期及以前幾乎所有讀書的女孩子的啟蒙讀物。
《女誡》主要大意演變為十二字箴言：「在家從父、既嫁從夫、夫死從子」的「三從」，和「四德」的「婦德、婦容、婦言、婦功」。